# نینوا
نینوا (‎/ˈnɪnɪvə/‎; عربی: نَيْنَوَىٰ Naynawā; سریانی: ܢܝܼܢܘܹܐ; اکدی: 𒌷𒉌𒉡𒀀 URUNI.NU.A Ninua) یک شهر باستانی امپراتوری آشور در میان‌رودان شمالی بود که در حومه موصل در شمال عراق امروزی واقع شده است. این شهر در ساحل شرقی رودخانه دجله واقع شده و پایتخت و بزرگ‌ترین شهر امپراتوری آشوری نو و همچنین بزرگ‌ترین شهر در جهان برای چندین دهه بوده است. امروزه، این نام متداول برای نیمی از موصل است که در کرانه شرقی دجله قرار دارد و استان نینوا نام خود را از آن گرفته است.
این شهر تقریباً به مدت پنجاه سال بزرگ‌ترین شهر در جهان بود. تا سال ۶۱۲ پیش از میلاد مسیح پس از یک دوره تلخ جنگ داخلی در آشور، پس از تصرف در نبرد نینوا توسط ائتلافی از اقوام تابعه سابق خود از جمله بابلی‌ها، مادها، کلده، پارسیان، سکاها و کیمریها، این شهر دیگر هرگز یک مرکز سیاسی یا اداری نبود، اما تا اواخر دوران باستان مقر اسقف مسیحی بود. در طی قرون وسطی نسبت به موصل کاهش یافت و بیشتر در قرن سیزدهم میلادی رها شد.

## موقعیت جغرافیایی
ویرانه‌های نینوا در آن سوی رودخانه واقع در شهر بزرگ امروزی موصل، واقع در استان نینوا عراق کنونی قرار دارد. دو دیوار اصلی یا خرابه‌های درون تپه‌ها عبارتند از Tell Kuyunjiq و مسجد یونس پیامبر (یونس نبی)، محل زیارتگاه یونس، پیامبر کتاب مقدس که به نینوا موعظه می‌کرد. مقادیر زیادی مجسمه‌های آشوری و سایر مصنوعات در آنجا کاوش شده و اکنون در موزه‌های سراسر جهان قرار دارد. دولت اسلامی عراق و شام (داعش) این مکان را از سال ۲۰۱۴ تا ۲۰۱۷ اشغال کرد، در این مدت آنها با بولدوزر ۱۱ گودال عمیق حفر کردند. چندین اثر تاریخی را در آنجا تخریب کرده و به بقیه آسیب زیادی وارد کردند.

## نینوا در دوره‌های تاریخی

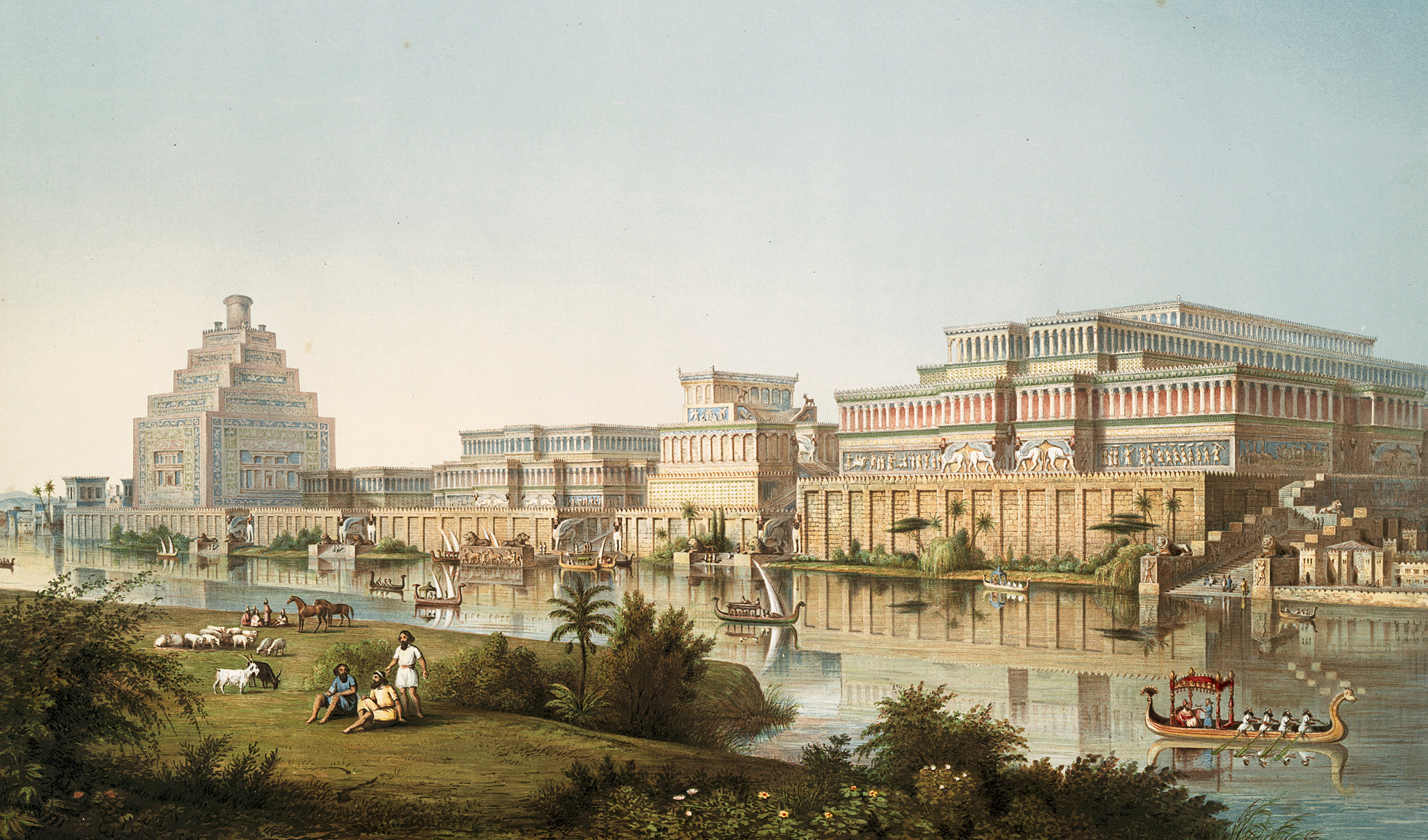
برداشت هنرمند از کاخ‌های آشور از «بناهای تاریخی نینوا» ساخته سر آستین هنری لایارد، ۱۸۵۳

### دوران آشوری کهن
از نینوا تاریخی در دوره آشوری کهن در زمان شمشی-ادد یکم (۱۸۰۹–۱۷۷۵ پ. م) در حدود ۱۸۰۰ سال پیش از میلاد به عنوان مرکز عبادت ایشتار، که آیین آن بود، ذکر شده است. مسئول اهمیت اولیه شهر است.

### دوره میتانی

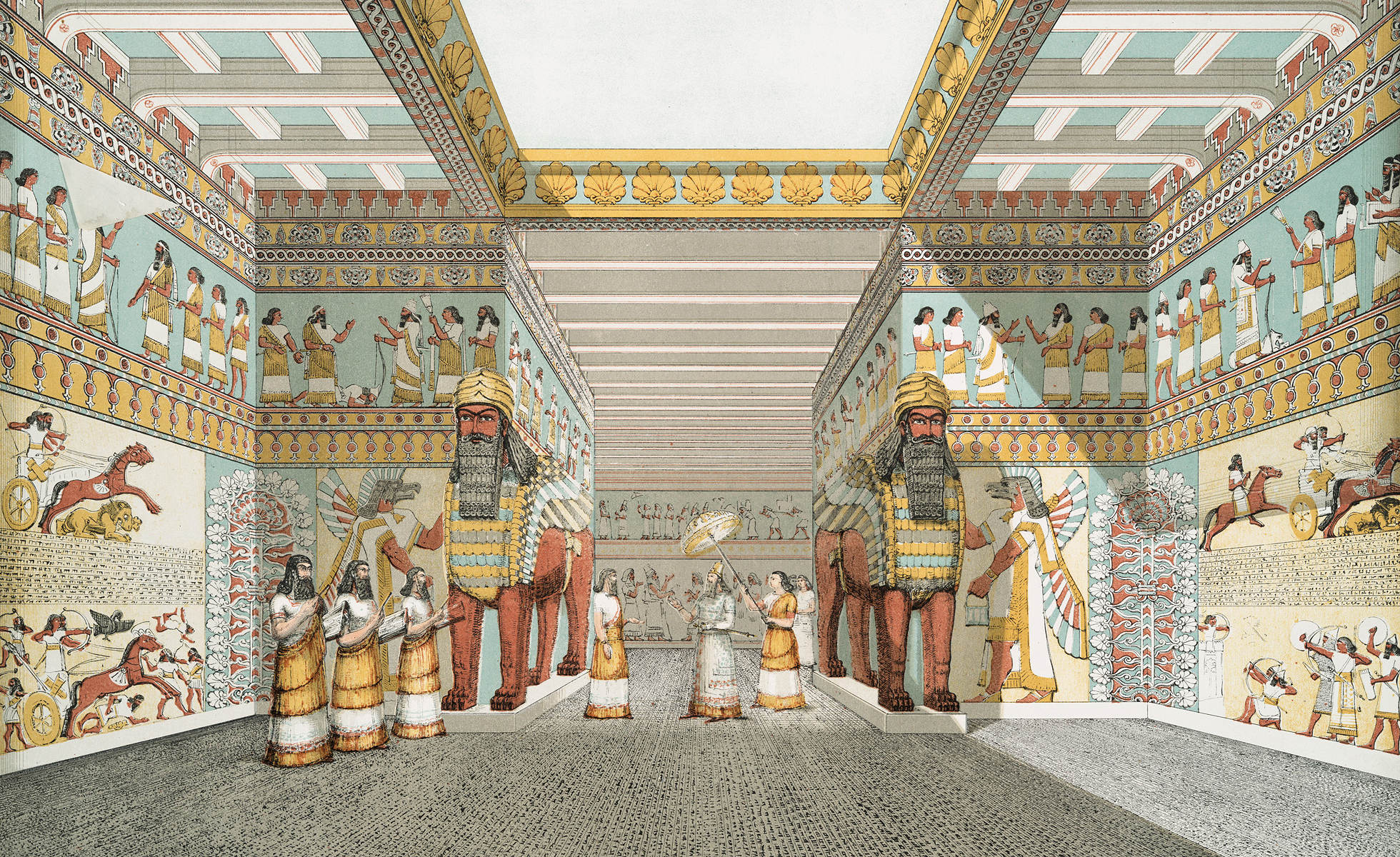
برداشت هنرمند از یک سالن در یک کاخ آشوری از «بناهای یادبود نینوا» ساخته سر آستین هنری لایارد، ۱۸۵۳

مجسمه خدایان این شهر به دستور پادشاه میتانی در قرن ۱۴ پیش از میلاد برای فرعون آمنهوتپ سوم مصر ارسال شد. سرزمین آشور و شهر نینوا تا اوایل قرن ۱۴ قبل از میلاد برای نیم قرن به یکی از خراجگزاران میتانی تبدیل شد.

### دوره آشور میانه
پادشاه آشور آشور-اوبالیت یکم در سال ۱۳۶۵ پیش از میلاد هنگام سرنگونی امپراتوری میتانی و ایجاد امپراتوری آشور میانه (۱۳۶۵–۱۰۵۵ پیش از میلاد) آن را پس گرفت.
شواهد زیادی وجود دارد که نشان می‌دهد پادشاهان آشوری در اواخر هزاره سوم و دوم پیش از میلاد در نینوا به‌طور گسترده‌ای کارهای ساختمانی و عمرانی داشته‌اند. به نظر می‌رسد که نینوا در اصل «یک شهر استانی آشور» بوده است. پادشاهان بعدی که کتیبه‌های آنها در شهر مرتفع ظاهر شده است شامل پادشاهان امپراتوری آشور میانه پادشاهان شلمنسر یکم (۱۲۶۳–۱۲۳۳ پ. م) و تیگلات-پیلسر یکم (۱۱۱۵–۱۰۷۶ پ. م)، که هر دو از سازندگان فعال آشور بودند.

### امپراتوری آشوری نو
در طول امپراتوری آشوری نو، به ویژه از زمان آشور-ناصیر-پال دوم (حکومت ۸۸۳–۸۵۹ پ. م) به بعد، یک گسترش معماری مشمول وجود دارد. پادشاهان متوالی به عنوان تیگلات-پیلسر سوم، سارگون دوم، سناخریب، اسرحدون، و آشوربانیپال کاخ‌های جدید، و همچنین معابد سین، آشور، شمش، نگال
نینورتا، ایشتار، تموز، نیسروچ و نبیو را حفظ و تأسیس کردند.

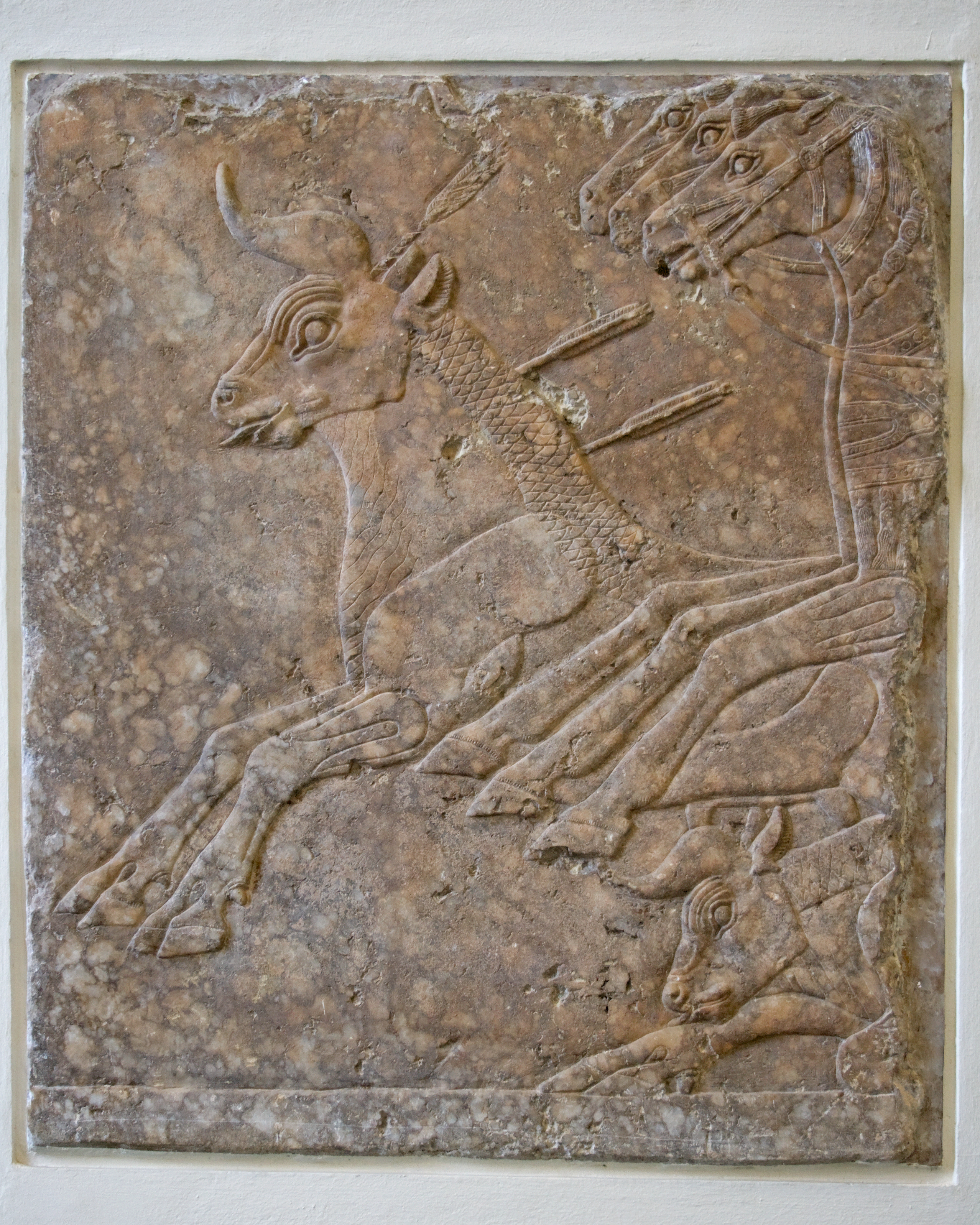
تصویر کوچکی از مراسم شکار (الابستر) حدود ۶۹۵ پ. م، (موزه پرگامون برلین)

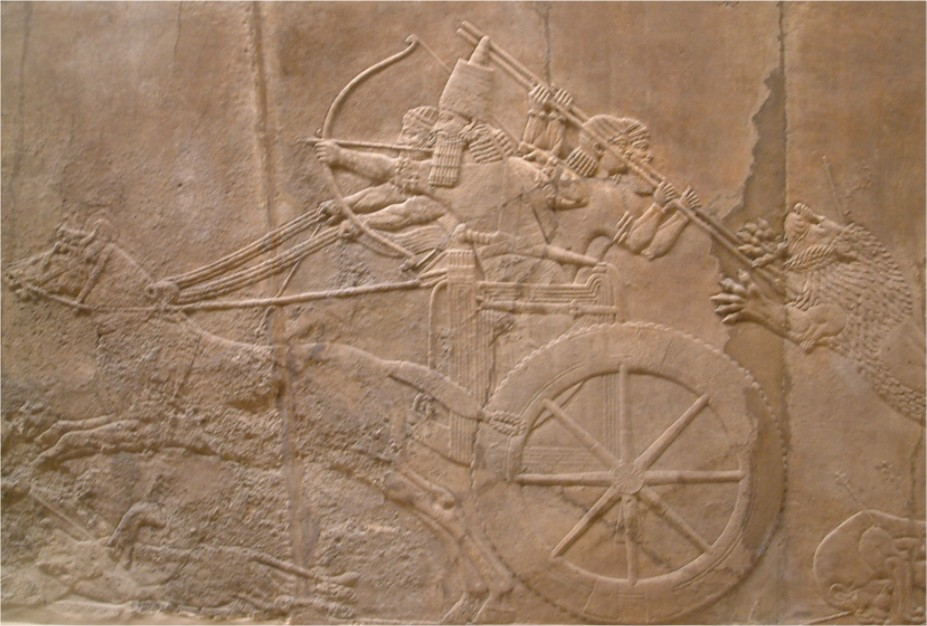
آشوربانیپال و شکار شیر میان‌رودان، from the Northern Palace in Nineveh, as seen at the British Museum.

### ساخت و ساز سناخریب در نینوا
اما این سناخریب بود که نینوا را به یک شهر واقعاً باشکوه تبدیل کرد (حدود ۷۰۰ سال پیش از میلاد). او خیابان‌ها و میادین جدیدی را بنا نهاد و در داخل آن کاخ جنوب غربی یا «کاخی بدون رقیب» را ساخت که بیشتر نقشه آن بازیابی شده و ابعاد کلی آن در حدود ۵۳۰ متر × ۲۴۲ متر (۱۶۵۰ فوت ×۷۹۴ فوت). این کاخ شامل حداقل ۸۰ اتاق بود که در بسیاری از اتاق‌ها مجسمه‌سازی شده بود. تعداد زیادی لوح‌های میخی در قصر پیدا شد. زیربنای محکم از بلوک‌های سنگ آهک و آجرهای گلی ساخته شده است. طول آن ۲۲متر بود (۷۲ فوت). در مجموع، پی از تقریباً ۲میلیون و ۶۸۰هزار متر مکعب از آجر ساخته شده است (تقریباً ۱۶۰ میلیون آجر). دیوارهای بالا که از آجر گلی ساخته شده‌اند، دارای ۲۰ متر (۶۶ فوت) طول اضافی هستند.
برخی از درهای اصلی با شکل سنگ‌های عظیم «لاماسو» تا وزن سی هزار کیلوگرم (۳۰ تن) در کنار هم قرار گرفته‌اند. اینها شیر میانرودان بالدار بودند یا گاو نر، با سر انسان. اینها ۵۰ کیلومتر از معادن بالاتایی منتقل شده بودند و پس از رسیدن به محل، احتمالاً باید توسط یک رمپ باید ۲۰ متر (۶۶ فوت) بلند شوند. همچنین نقش برجسته‌های کاخ آشور ۳۰۰۰ متر (۹۸۴۳ فوت) از سنگ وجود دارد که شامل پرونده‌های تصویری مستند هر مرحله ساخت و ساز از جمله تراشیدن مجسمه‌ها و حمل آنها بر روی یک برج است. در یک تصویر ۴۴ مرد در حال یدک کشیدن یک مجسمه عظیم هستند. این حکاکی سه مرد را نشان می‌دهد که در حالی که روی کولوس ایستاده بودند، عملیات را هدایت می‌کنند. وقتی مجسمه‌ها به مقصد رسیدند، تراشکاری نهایی انجام کی‌شد. وزن بیشتر مجسمه‌ها بین ۹۰۰۰ تا ۲۷۰۰۰ کیلوگرم (۱۹۸۴۲ و ۵۹۵۲۵ پوند) است.
کنده‌کاری‌های سنگی در دیوارها شامل بسیاری از صحنه‌های تکان‌دهنده نبرد و صحنه‌هایی است که مردان سناخریب را در حال غنیمت شمردن غنایم جنگی پیش از خود نشان می‌دهد. این کتیبه‌ها به فتوحات او می‌بالیدند: او دربارهٔ بابل نوشت: «ساکنان آن، پیر و جوان، من دریغ نکردم و با اجساد آنها خیابان‌های شهر را پر کردم.» یک اثر کامل و مشخصه مجموعه کارزار منتهی به محاصره لاکیش را در ۷۰۱ پ. م نشان می‌دهد. این «بهترین» اثر از زمان سناخریب و اکنون در موزه بریتانیا است. وی بعداً در مورد نبردی در لاکیش نوشت: «و حزقیا یهودی که تسلیم یوغ من نشده بود … او را مانند یک پرنده در قفس در اورشلیم در شهر سلطنتی او بستم. علیه او، و هر کسی که از دروازه شهرش بیرون می‌آید، من هزینه جرم او را پرداخت کردم.»
شهر نینوا در سمت راست رود دجله بنا شده بود و درست در جهت مخالف موصل کنونی قرار داشت. در شمال و جنوب شهر، رود دجله جریان داشت و خود به خود از آنجا محافظت می‌نمود و سدی را به وجود آورده بود، شمال غربی و جنوب آن نیز بر اثر جریان رود زور محافظت می‌شد. در طرف دیگر شهر هم تپه‌ها و کوهستان‌های سخت گذر واقع شده بودند. علاوه بر این، حصارها و قلاع بسیاری در اطراف شهر به دست معماران زبردست آشوری بنا شده بود. عرض دیوارهای شهر طوری بود که دو ارابه دو اسبه در آن واحد پهلو به پهلو از روی آن می‌توانستند عبور کنند. چون باغات زیادی در آن قرار داشتند، لذا در صورت محاصره دشمن، اهالی شهر از لحاظ آذوقه و خوراک در مضیقه قرار نمی‌گرفتند. پیرامون شهر ۱۵۰۰ برج نیز قرار داشت که هر برج دویست پا ارتفاع داشت اما بلندی حصار شهر یکصد پا بوده است.
همه خیابان‌های شهر وسیع و به شکل صلیب بودند و آن‌ها را سنگفرش کرده بودند. شهر روی هم رفته ۱۵ دروازهٔ برنزی داشت که کنار هر دروازه نیز یک پاسگاه مخصوص برنزی ساخته شده بود. بر سر هر یک از چهار راه‌ها، چهار برج بسیار مستحکم برای مقابله با دشمن بنا شده بود. تمامی خانه‌های شهر را لوله‌کشی کرده بودند و آب را از سرچشمه‌های کوهستانی و چندین بخش از یک قنات با شکوه ساخته شده توسط سناخریب در بیرون از شهر دریاچه‌ای مصنوعی احداث کرده بودند و با یک سیستم پیچیده از هجده کانال، آب را از این دریاچه تأمین می‌کردند و به این ترتیب، شهر را از آب بی‌نیاز می‌ساختند. در همین شهر بود که آشور بانیپال، پادشاه آشور، بایگانی و کتابخانه‌ای سلطنتی دربرگیرنده چند صد اتاق بنا کرده بود و این نخستین کتابخانهٔ شناخته شده در جهان محسوب می‌شود. در سال ۱۸۵۰ م. ده هزار لوح به اندازه‌های مختلف، که بر طبق اصول ریاضی تنظیم شده بودند، از این کتابخانه بدست آمدند. در این منطقه محصور بیش از یکصدهزار نفر سکونت داشت (شاید نزدیک به ۱۵۰هزار نفر)، تقریباً دو برابر آن زمان بابل، و آن را در میان بزرگ‌ترین سکونتگاه‌های جهان قرار داد.
برخی از محققان مانند استفان دالی در آکسفورد بر این باورند که باغی که سناخریب در کنار کاخ خود احداث کرده است، با کارهای آبیاری مربوط به آن، باغ اصلی [باغ‌های معلق بابل] بود. استدلال دالی بر اساس اختلاف در محل سنتی قرار دادن باغ‌های معلق منسوب به بروسوس (Berossus) همراه با ترکیبی از شواهد ادبی و باستان‌شناسی است.

### بعد از آشوربانیپال

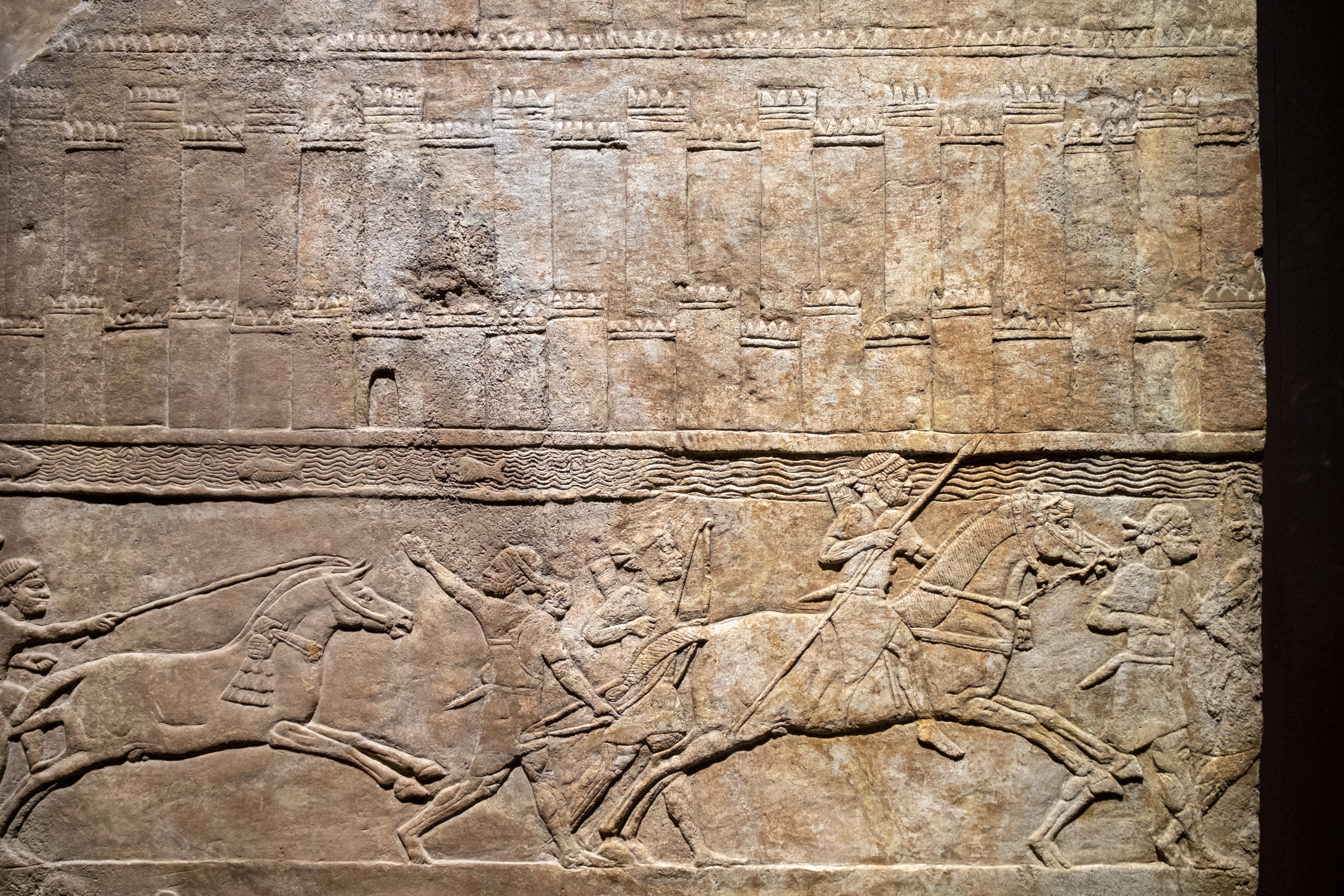
دیوارهای نینوا در زمان آشوربانیپال. ۶۴۰–۶۲۷ قبل از میلاد. موزه بریتانیا BM 124938.

عظمت نینوا کوتاه مدت بود. در حدود سال ۶۲۷ قبل از میلاد و پس از مرگ آخرین پادشاه بزرگ خود آشوربانیپال، امپراتوری آشوری نو شروع به از بین رفتن به دلیل یک سری از جنگ‌های داخلی تلخ بین مدعیان رقیب برای سلطنت کرد و در ۶۱۶ پیش از میلاد ائتلافی نیرومند از اقوام تابعه سابق، بابلی‌ها، کلدانی‌ها، مادها، پارسیان، سکاها و کیمری‌ها به آشور حمله کرد. در حدود ۶۱۶ پیش از میلاد، کالح سقوط کرد، سرانجام نیروهای متفقین به نینوا رسیدند، و پس از درگیری‌های شدید خانه به خانه، شهر را در سال ۶۱۲ پیش از میلاد محاصره و غارت کرده و پس از آن با خاک یکسان کردند. اکثر مردم شهر که نتوانستند به آخرین سنگرهای آشوریان در شمال و غرب فرار کنند، یا مورد قتل‌عام قرار گرفتند یا به خارج از شهر و به روستاها منتقل شدند و در آنجا شهرک‌های جدیدی را تأسیس کردند. بسیاری از اسکلت‌های دفن نشده توسط باستان‌شناسان در این مکان پیدا شد. امپراتوری آشور سپس در سال ۶۰۴ پیش از میلاد به پایان رسید و مادها و بابلی‌ها مستعمرات خود را بین خود تقسیم کردند.
مشخص نیست که آیا نینوا در سال ۶۱۲ پ. م تحت حکومت مادها درآمده است یا امپراتوری بابل نو. در بابل تواریخ مربوط به سقوط نینوا ثبت شده است که نینوا را «به تپه‌ای انبوه از خاک تبدیل کرده است» اما این یک اغراق ادبی است. تخریب کامل نینوا به‌طور سنتی مورد تأیید عبری کتاب حزقیال و گزنفون نویسنده کتاب یونانی عقب‌نشینی ده هزار) (متوفی ۳۵۴ سال قبل از میلاد) از نظر مورخان یونانی کتسیاس و هرودوت (حدود ۴۰۰ سال قبل از میلاد)، نینوا از یادها رفته بود و هنگامی که گزنفون در قرن چهارم پیش از میلاد از این مکان عبور کرد، آن را متروکه توصیف کرد بعد از این تاریخ از نینوا لوح‌های میخی اکدی وجود ندارد. نینوا گرچه در سال ۶۱۲ پ. م ویران شد، اما این شهر هرگز به‌طور کامل رها نشد.

### ویرانی نینوا
خراب شدن شهر نینوا و رویدادهای سال ۶۱۲ پ. م برای ما چندان روشن نیست، تاریخ گد دربارهٔ اقدامات هوخشتره خاموش است. شاید مادی‌ها سرگرم تحکیم پشت جبهه خود بودند و مثلاً می‌خواستند پادشاهی سکا را تحت انقیاد خود درآورند. دانسته نشده که در آن زمان نیروهای بابلی به چه کاری مشغول بودند. «تاریخ گد» آنجا که مربوط به این بخش است، سخت آسیب دیده است.
در سال ۶۱۰ پیش از میلاد، عملیات نبوپلسر صرف برقراری آرامش ایالات اصلی آشور گشت. در ماه آبان، مادی‌ها به لشکریان بابل پیوستند و ارتش متحدین، به سوی حران حرکت کرد. لشکریان آشور-اوبالیت دوم و لشکریان مصری که از وی پشتیبانی می‌کردند، به محض نزدیک شدن ارتش متحدین، حران را رها کردند و در آن سوی فرات ظاهراً به دژ کارکمیش پناه بردند. حران طی نبرد به آسانی تسخیر گردید و نبوپلسر چنان‌که به نظر می‌رسد، این بار وسواس مذهبی را به سویی افکند و از آن شهر مقدّس مردم سوریه و میانرودان، غنایم فراوان به دست آورد و پس از آن، نیروهای اصلی ماد به میهن خویش بازگشتند.

### پایان پایتختی
در خاور باستان از عهد هیتی‌ها، ترتیب تقسیم غنایم میان دو متّحد چنین بود: یک سو اسیران و اموال منقول را تصرف می‌کرد و متحد دیگر، شهر و حصار و زمین را. از این رو، از آنجا که بابلیان به گرفتن غنایم پرداختند، نشان می‌دهد که شهر حران نصیب مادی‌ها شده است. گمان می‌رود که عملیات جنگی تا بهار سال ۶۰۹ پیش از میلاد ادامه داشته است. آشوراوبالیت دوم، در ماه دوعوز نیروی امدادی کلانی دریافت کرد و لشکریان فرعون مصر، نخو دوم به یاری وی شتافتند و وی علیه حران حمله متقابلی را آغاز کرد. آشوریان و مصریان پادگان‌های کوچک بابلی را از پای درآورده، حران را محاصره کردند، ولی در ماه شهریور، نیروی اصلی نبوپلسر به کمک بابلیان محصور در حران رسید. آشور-اوبالیت دوم به ظاهر کوشید تا اورارتو را با خبر سازد، ولی در همان اوان، مادی‌ها ضربه قاطعی به اورارتو وارد آوردند و به ظاهر به توشپا پایتخت آن کشور که در کنار دریاچه وان بود، رسیدند و دولت اورارتو را مطیع خویش ساختند.
در باختر فرات، ابتکار عمل به دست مصریان افتاد و ایشان ادعای حاکمیت بر سراسر سوریه و فلسطین را داشتند. لشکریان آشور در دژ کارکمیش موضع گرفتند. از آنجا که دژ مزبور، بر مهم‌ترین گذرگاه رود فرات و جاده‌های کاروان رویی که به سوریه و میانرودان منتهی می‌شد، مسلط بود، بابلی‌ها و مادی‌ها نمی‌توانستند اجازه دهند که چنین دژ بزرگ و فوق‌العاده نیرومندی در دست دشمنان ایشان باشد. مقارن آن روزها، تقسیم میراث آشور میان بابل و ماد انجام گشت و کارکمیش سهم بابل شد. بدین سبب گمان می‌رود که مادی‌ها در نبردهای بعدی که با مصریان درگرفت، شرکت نکردند یا اینکه نیروهای اصلی ایشان وارد عرصه پیکار نشدند.

## نفوذ بابل
در سال ۶۰۵ ق. م، لشکریان بابل به فرماندهی شاهزاده نبوکد نصر، دژ کارکمیش را محاصره و سپس با حمله‌ای تسخیر کردند. مصریان رانده شدند و بابلی‌ها بدون اینکه با دشواری مهمی روبرو شوند، سوریه و فلسطین را تصرف کردند. عمر بقایای پادشاهی آشور نیز بدین شیوه پایان یافت.
نبوپلسر در همان سال درگذشت. اما فعالیت هوخشتره پیشوای ماد، با وجود کهولت سن، هنوز پایان نیافته بود. لشکرکشی کوتاه، اما هولناک بابلی‌ها و مادها چنان ویرانگر بود که سرزمین اصلی آشور، که به تقریب دو هزار سال پیوسته مسکونی و پر رونق بود، به ویرانه‌ای تبدیل شد؛ و آخرین بقایای امپراتوری ای که زمانی از همین شهر بر دنیای باستان فرمان می‌راند، پایان یافت و به سرعت دچار فروپاشی شد و در دهه‌ها و سده‌های پس از آن، آنچه از آن پادشاهی باقی‌ماند، تنها خاطره ستمگری‌های آن بود. نبوپلسر در اظهار نظری به چنین واقعیتی اشاره دارد:
«من سرزمین آشور را قتل‌عام و قلع و قمع کردم، و سرزمین دشمن را به تلی از ویرانه مبدل ساختم. آشوریان، که از روزگاران دور بر همه این اقوام حکومت کرده یوغ سنگینشان بر مردم این سرزمین بابل آسیب وارد ساخته بود، من پایشان را از اکد بریدم و یوغشان را برانداختم.»

### حزقیای نبی
صفینا، نواده حزقیا، فرمانروای یهودیه که سناخریب او را به پرداخت خراج تحقیرآمیزی مجبور کرده بود، سنگ گورنبشته دیگری برجای گذاشته برای مردمی که بارزترین میراثشان، نفرتی ابدی به همسایگانشان بود:

## مردم آشور پس از ویرانی
از شهرهای بزرگ، جز «نینوا» و کلخو چیزی برای سین-شار-ایشکون باقی نمانده بود، ولی وی مأیوس نشد. وی در سال ۶۱۳ پیش از میلاد موفق شد آرامیان ایالت سوخو را - بر فرات - علیه بابل برانگیزد و بدین شیوه به‌طور موقت، نیروهای بابل را بدان سو منحرف و از آشور منصرف ساخت.
روشن نیست که مادی‌ها در آن زمان به چه کاری مشغول بودند. از برخی روایات چنین برمی آید که ایشان در آن هنگام مشغول محاصره نینوا بوده‌اند. «سین-شار-ایشکون» و لشکریان آشور نیز در طی سال ۶۱۳ ق. م هیچ اقدامی به انجام نرساندند و گمان می‌رود که شاید به واقع، در نینوا محصور بوده‌اند. با این وجود آنچه که از متن تاریخ گد و کتاب ناحوم نبی می‌توان استخراج کرد، همه از کوتاهی مدت محاصره نینوا و اینکه به ناگهان به تسخیر درآمد، حکایت می‌کنند. بدین سبب به احتمال قوی مادی‌ها در سال ۶۱۳ پیش از میلاد در نقطه دیگری سرگرم نبرد بوده‌اند.
شاید آشور با بکارگیری تمام منابع باقی‌مانده خود، در یک تلاش با تمام وجود، می‌توانست در برابر هر کدام از بابلی‌ها یا مادی‌ها به تنهایی دوام آورد. اما امپراتوری آشور در رویارویی با اتحاد میان این دو مخالف قَدَر، محکوم به شکست بود.
آشوریانی که توانستند از سقوط کشورشان جان سالم به در ببرند، مجبور شدند زندگی خود را در سایه اربابان تازه در سختی و تنگدستی بگذرانند و در شگفت بودند که چرا خدای بزرگ آشور، آن‌ها را به خود وا گذاشته است. با گذشت سالیان، فرزندان آن‌ها و فرزندان فرزندانشان، کاملاً و برای همیشه جذب دیگ در هم جوش و مدام در حال تولید مثل اقوام گوناگون شدند؛ و به زودی دیگر آشوریانی باقی نماندند که در شگفت شوند.

## تاریخ گد
تا آنجا که از متن بریده بریده و تا اندازه‌ای ناقص تاریخ گد می‌توان فهمید، این بار بابلیان و مادی‌ها اقدامات خویش را هماهنگ ساختنه بودند. به ظاهر لشکریان نبوپلسر و جنگاوران هوخشتره در دره دیاله به هم رسیدند و یکجا از رود رادان رودآدم کنونی در محل برخورد آن رود و دجله گذشتند و به سوی حصار نینوا حرکت کردند. از ماه سیمان تا آب سال ۶۱۲ ق. م، سه نبرد در زیر حصار پایتخت آشور رخ داد. نبرد نخست منجر به شکست آرپاکس مادی و نبرد دوّم به شکست بلسیس بابلی انجامید.

## سقوط نینوا
سرانجام در ماه آب. حمله به نینوا، به سبب طغیان آب که حصار گلین شهر را خراب کرد، به موفقیت انجامید. متحدان وارد نینوا شدند. در داخل شهر، جنگ‌های خیابانی آغاز شد. هر که قادر به حمل سلاح بود، کشته شد و دیگران را به بردگی بردند و در همان روز سین-شر-ایشکون شاه آشور خود را به میان شعله‌های آتش افکند. فاتحان دربارهٔ کسانی که سهم جنگاوران شده بودند، پشک می‌زدند. کودکانی را که نمی‌توانستند زحمت راه رفتن بر خود هموار کنند، در جا می‌کشتند و زنان بزرگان را مجبور می‌کردند که با دامن دریده حرکت کرده به بردگی روند.

## ماهیت جنگ‌ها
اطلاعات موجود نشان می‌دهد که رفتار مادی‌ها و متحدان ایشان با آشوریان مغلوب، به مراتب ملایم تر و بهتر از روش پیشین آشوریان بوده است. تاریخ گد یادآور می‌شود که «بزرگان»، یعنی اعیان و متشخّصان بیشتر در معرض کشتار قرار گرفتند. کتسیاس می‌گوید که فاتحان، آثار نینوا را از روی زمین محو کرده و ثروتهای آن شهر را به اکباتان، پایتخت ماد فرستادند ولی، ساکنان نینوا را در محل باقی گذاشته در دهکده‌های پیرامون آن مسکن دادند.
به هر تقدیر مدارک موجود گواهی می‌دهد که مادیها، قوم آشور و توده‌های ستمدیده آن را نابود نکردند و قصد نابودی ایشان را هم نداشتند و اگر هم در طی جنگ با آشور، اسیران فراوان گرفته به بردگی بردند، ولی از برده ساختن تمام اهالی آشور سخنی در میان نبود و حال آنکه آشوریان در گذشته چنین نمی‌کردند. این را دو سبب بود:
نخست آنکه مادی‌ها بیشتر نیروی خویش را از مردم اقوامی که آشور به اسارت درآورده بود گرفته بودند و عامه مردم آشور نیز از لحاظ ترکیب اجتماعی و وضع معاش خویش، به هیچ وجه فرقی با ستمدیدگان سرزمین‌های مطیع آشور نداشتند و دوّم آنکه، تکامل تولیدات برده داری در خود خاک ماد در سطحی بود که نمی‌توانست شمار زیادی برده را جذب کند.

## اتحاد هوخشتره و نبوپلسر

کتیبه

هوخشتره در روز ۲۰ ایلول سال ۶۱۲ پیش از میلاد به ماد بازگشت. سپاهیان نبوپلسر به دهکده‌ها و نقاط مسکونی آشور دستبرد می‌زدند و غارت می‌کردند. بدین ترتیب نینوا سقوط کرد؛ ولی جنگ پایان نیافته بود. بخش‌هایی از لشکر آشور به سرکردگی آشور-اوبالیت دوم توانستند هنگام حمله به نینوا، از آن شهر بیرون روند. آشور-اوبالیت دوم در حرّان که در آن زمان بزرگ‌ترین شهر شمالی میانرودان بود، پنهان شد. شهر مزبور از شاهان آشور حق خودمختاری دریافت کرده بود و به ظاهر به همین سبب هوادار آشور بود. آشور-اوبالیت دوم در زمان حیات آشوربانیپال پدر خویش، کاهن معبد سین در حرّان بود - خدایی که در سوریه و میانرودان بسیار محترمش می‌داشتند - و بدین سبب روابط استواری با آن شهر داشت. او در پاییز سال ۶۱۲ پ. م در حرّان به تخت پادشاهی آشور نشست و با عنوان آشور-اوبالیت دوم تاجگذاری کرد و در آنجا، بقایای لشکریان آشور و دسته‌های متحدانی که به سببی از مادی‌ها و بابلیان انتظار خیری نداشتند و می‌خواستند مبارزه را ادامه دهند و موجودیت پادشاهی آشور را نگاه دارند، به دور آشور-اوبالیت دوم گرد آمدند. امید اصلی ایشان به مصر و فرعون «نخو دوم» بود. اورارتو که سکاها ناتوانش کرده بودند و از خطر ماد بیمناک بود نیز - به نظر می‌رسد - اتحاد با آشور را نگاه داشته بود. باور کردن این حقیقت که شکست آشوریان به راستی قطعی و جبران‌ناپذیر است، برای همه دشوار بود.

### تاریخ بعدی
اولین مدرک مکتوب در مورد تداوم نینوا به عنوان یک شهرک احتمالاً استوانه کوروش ۵۳۸/۵۳۹ قبل از میلاد است، اما قرائت این موضوع مورد اختلاف است. اگر به درستی به عنوان نینوا خوانده شود، نشان می‌دهد که کوروش بزرگ معبد ایشتار در نینوا را بازسازی کرد و احتمالاً اسکان مجدد را تشویق کرد. تعدادی لوح میخی ایلامی در نینوا پیدا شده است. آنها احتمالاً مربوط به زمان احیای ایلام در قرن پس از فروپاشی آشور است. استفانی داللی ادعا می‌کند کتاب عبری «کتاب یونس» که در قرن ۴ پیش از میلاد نوشته شده است، گزارشی از توبه شهر و رحمت خدا است که از تخریب جلوگیری کرد.
از نظر باستان‌شناسی، شواهدی از تعمیرات در معبد نبو پس از سال ۶۱۲ پ. م و استفاده مداوم از کاخ سناخریب وجود دارد. شواهدی از فرقه‌های متبرک هلنیستی وجود دارد. مجسمه‌ای از هرمس و کتیبه‌ای یونانی متصل به زیارتگاهی از سبیتی پیدا شده است. همچنین مجسمه‌ای از هرکول مربوط به قرن دوم میلادی نیز پیدا شده است. کتابخانه آشوربانیپال ممکن است تا حدود زمان اسکندر مقدونی هنوز مورد استفاده بوده باشد.
در این شهر به‌طور فعال تحت امپراتوری سلوکی مسکونی شد. شواهدی از تغییرات بیشتر در کاخ سناخریب در دوران شاهنشاهی اشکانی وجود دارد. اشکانیان همچنین یک کارخانه ضرابخانه شهری در نینوا ایجاد کردند که از برنز ساخته شده است. در سال ۵۰ میلادی رومیان به مهرداد، شاهزاده اشکانی و مدعی تاج و تخت کمک کردند تا نینوا را تصرف کند.
در اواخر دوران باستان، نینوا به کرانه شرقی دجله محدود شد و کرانه غربی خالی از سکنه بود. در دوران حکومت شاهنشاهی ساسانیان، نینوا یک مرکز اداری نبود. در قرن دوم میلادی مسیحیان در آنجا حضور داشتند و تا سال ۵۵۴ میلادی آدیابنه (استان کلیسایی سریانی شرقی) از کلیسای مشرق بود. پادشاه خسرو پرویز (۵۹۱–۶۲۸ میلادی) قلعه‌ای در ساحل غربی ساخت و دو خانقاه مسیحی در حدود سالهای ۵۷۰ و ۵۹۵ ساخته شد. این شهرک رو به رشد تا پس از فتح عربها، موصل نامیده نمی‌شد. ممکن است به آن Hesnā āEbrāyē (قلعه یهودیان) گفته شود.
در سال ۶۲۷، این شهر محل نبرد نینوا بین امپراتوری روم شرقی و ساسانیان بود. در سال ۶۴۱، طی حمله اعراب به ایران توسط آنان فتح شد و اعراب مسجدی در کرانه باختری ساختند و آن را به یک مرکز اداری تبدیل کردند. در زمانی که خلافت اموی، نینوا را گرفت به یک حومه مسیحی با ساخت و ساز جدید محدود شد. در قرن سیزدهم، نینوا بیشتر ویرانه بود. یک کلیسا که متعلق به پیامبر یونس بود به زیارتگاه مسلمانان تبدیل شده بود، که تا تخریب آن توسط داعش در سال ۲۰۱۴ همچنان زائران را جذب می‌کرد.